# モンスター・パニック
『モンスター・パニック』（Humanoids from the Deep ,別題：Monster）は、1980年製作のアメリカのホラー映画。

## 概要
漁村を襲撃するヒューマノイドの群れと、それに立ち向かう人々の攻防を描いたパニック要素のあるホラー映画である。本作には、後に『ターミネーター』シリーズ3作や『エイリアン2』、『アルマゲドン』を製作することになるゲイル・アン・ハード、『タイタニック』の楽曲でアカデミー賞を始め、数々の映画賞に輝いたジェームズ・ホーナー、『レイダース/失われた聖櫃』、『グレムリン』に参加し、『ザ・フライ』でアカデミーメイクアップ賞を受賞したクリス・ウェイラス、『ハウリング』や『遊星からの物体X』、『ザ・グリード』等の特殊メイクを手がけるロブ・ボッティンら、錚々たる顔ぶれが参加している。ヒューマノイドのデザイン、造型を担当したボッティンは、ヒューマノイドのスーツアクターも兼任しているが、本編のクレジットには記載されていない。

## あらすじ
サケ漁が主要産業であるカリフォルニア州の港町ノヨ。漁業組合の代表ハンク・スラテリーは、巨大企業キャンコの缶詰工場を誘致して町を復興させようと躍起になっている。人々が毎年恒例の「サーモン・フェスティバル」の準備に追われている頃、漁船の網に大きな獲物が引っかかった。船員の息子が海に落ち、その網の獲物に襲われたため、乗組員が信号拳銃を使おうとしたところ、先ほど少年が甲板にこぼしたガソリンに引火させてしまい船は爆発炎上した。その様子をジム・ヒルと妻のキャロルが目撃する。
翌日、ジムの家の飼い犬が殺され、浜辺で惨たらしい死体になっていた。ペギーとジェリーのカップルが泳ぎに出かけると、ジェリーは全身緑色の恐ろしいヒューマノイドの爪で引き裂かれ、さらに怪物はペギーのビキニを剥ぎ取って彼女に襲いかかった。さらに別の日、カップルのビリーとベッキーがビーチに設置したテントの中でセックスを始めようとしたところ、人型の緑色のヒューマノイドはビリーを惨殺し、全裸のベッキーに背後から覆いかぶさった。
キャンコ社の顧問を務める海洋生物学博士スーザン・ドレイクとジム、そしてインディアンの青年ジョニー・イーグルの3人は、行方不明者を探すうちに、複数の目撃例があった海の怪物の住み家らしき場所を発見。ジョニーたちは襲ってきた体長２メートルほどのヒューマノイド複数を銃で倒し、裸のまま捕らえられていた放心状態のペギーを救出した。キャンコ社が開発した成長ホルモン促進剤DNA5（ディーエヌエー・ファイブ）を投与した実験用サケ3000匹が誤って海に流れてしまい、それを捕食した古代魚が一世代で人型に進化したのだろうとスーザンは考え、ヒューマノイドはより強い種になるために人間の女性と交尾していると推測する。
多くの人々で賑わうサーモン・フェスティバルの夜、上陸したヒューマノイドの群れは男性を殺して女性を犯し、町は阿鼻叫喚と化す。ジムとスーザンは湾にガソリンを撒いて火を放ち、退路を断たれた陸地のヒューマノイドも次々と住人たちに退治される。ハンクも身を挺して、少女を怪物から守った。一夜明けて負傷者たちが搬送される中、ジムはスーザンが研究所に戻ったと聞かされる。ヒューマノイドたちの巣で保護されたペギーは、彼らとの交尾を通じてDNA5の成分を持つ精液を射精され続けた結果、救出されてからわずか数日で出産の時が迫っていたのだ。スーザンが分娩台のペギーに膣内から押し出すよう励ましている最中、ペギーの子宮は急激に膨らみ始め。破裂した腹部から顔を出したヒューマノイドと人間の混血児が鳴き声をあげた。

## キャスト
| 役名                     | 俳優 | 日本語吹替 | 日本語吹替 |
| 役名                     | 俳優 | TBS版 |            |
| ------------------------ | --- | --- | ---------- |
| ジム・ヒル               | ダグ・マクルーア | 玄田哲章 |            |
| ハンク・スラテリー       | ヴィック・モロー | 田中信夫 |            |
| スーザン・ドレイク       | アン・ターケル | 高畑淳子 |            |
| ジョニー・イーグル       | アンソニー・ペーニャ | 安原義人 |            |
| キャロル・ヒル           | シンディ・ワイントローブ | 榊原良子 |            |
| ジェリー・ポッター       | ミーガン・キング | |            |
| ペギー・ラーソン         | リン・シール | |            |
| ビリー                   | デヴィッド・ストラスマン | |            |
| ベッキー                 | リサ・グレイザー | |            |
| ヒューマノイド（半魚人） | ロブ・ボッティン、スティーヴ・ジョンソン                                                                                               | |            |
| その他                   | デニース・ガリック エイミー・バーレット ブレック・コスティン ホーク・ハウエル ドン・マクスウェル グレッグ・トラヴィス リンダ・シェイン | 大木民夫、池田勝 藤本譲、井口成人 塚田正昭、大山高男 伊井篤史、幸田直子 郷里大輔、豊田真治 鵜飼るみ子、島香裕 古田信幸、羽村京子 |            |
| 日本語版制作スタッフ     | | |            |
| プロデューサー           | プロデューサー | 熊谷国雄（TBS） |            |
| 演出                     | 演出 | 加藤敏 |            |
| 翻訳                     | 翻訳 | 岩佐幸子 |            |
| 効果                     | 効果 | 遠藤堯雄 桜井俊哉 |            |
| 調整                     | 調整 | 前田仁信 |            |
| 制作                     | 制作 | 東北新社 |            |
| 初回放送                 | 初回放送 | 1984年5月28日 『月曜ロードショー』                                                                                               |            |

※日本語吹替はスティングレイから発売されたBlu-rayに収録

## スタッフ
- 監督 - バーバラ・ピータース（英語版）[4]、ジミー・T・ムラカミ[5]
- 脚本 - フレデリック・ジェームズ}[4]
- 原案 - フランク・アーノルド[4]、マーティン・B・コーエン（英語版）[4]
- 製作 - マーティン・B・コーエン[4]、ハント・ロウリー[4]
- 製作総指揮 - ロジャー・コーマン[5]
- 美術 – マイケル・アーラー[4]
- 音楽 - ジェームズ・ホーナー[4]
- 撮影 - ダニエル・ラカンブル[4]
- 編集 - マーク・ゴールドブラット[4]
- キャラクター・デザイン - ロブ・ボッティン[4]
- 特殊メイク - マーガレット・プレンティス[5]
- 特殊メイクアシスタント - スティーヴ・ジョンソン（英語版）[5]、ケン・メイヤーズ[5]
- 特殊効果 – ロジャー・ジョージ[5]、クリス・ウェイラス[5]
- 視覚効果 – ジャック・ラビン[5]
- 制作アシスタント – ゲイル・アン・ハード[5]
- 字幕 – 高瀬鎮夫[4]

## 製作
この映画はもともと、『大アマゾンの半魚人』のような古典モンスター映画を、海洋汚染など現代的なテーマでアップデートする脚本として『Humanoids from the Deep』のタイトルで書かれていた。シナリオはロジャー・コーマンの映画会社ニューワールド・ピクチャーズに売却され、『Beneath the Darkness』として映画化されることになった:5。

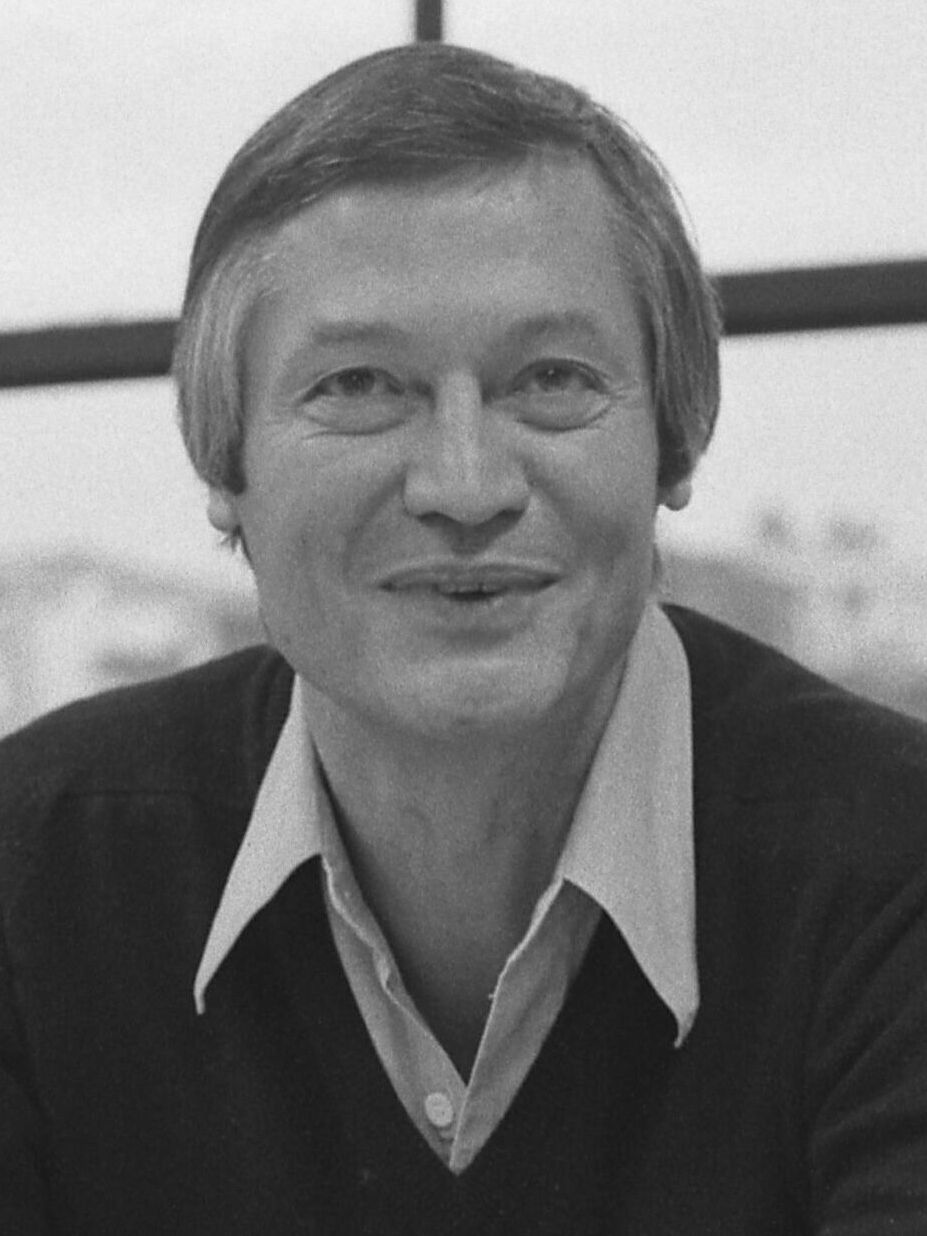
ロジャー・コーマン

当初この映画はジョー・ダンテに監督のオファーが出されたが、コーマンのプロデュースで『ピラニア』を製作したばかりのダンテは、内容が似ているために辞退。代わりにニューワールド・ピクチャーズで様々な役職を務めていたバーバラ・ピータースが監督を引き受けた。当時の彼女は病気から回復中で、他の仕事を見つけることが出来なかったのだ:6。バーバラ・ピータースは全米監督協会に入会したばかりだったが、ニューワールドは協会に加盟していなかったため、ピータースはこの映画の製作で1万5000ドルの罰金を科されてしまった:148-151。
特殊メイクアーティストのロブ・ボッティンがこの映画に雇われた時、コーマンは彼に「素晴らしいアイデアがあるんだ。クリーチャーの赤ん坊が女性の膣内から出てくるんじゃなく、直接腹を破って外に飛び出すんだよ。これは新しい。誰もやったことがない」と話した。それは『エイリアン』のチェストバスターでやったネタだと知っていたボッティンは、コーマンが本気で言っているわけじゃないと思い「そうですね、それは新しいアイデアだ、うん」と気のない返事をした。しかしコーマンがそのカットを本気で撮ろうとしていることを知ったボッティンが「僕は家から一歩も出ませんよ。自分のガレージでなら仕事をやるけど」と言うと、コーマンもプロデューサーも「ああ、勿論いいとも」と返事をしたので、取り組まざるを得なくなった。ヒューマノイドの赤ん坊が腹を突き破るショットはボッティンが担当した。

## 撮影
撮影は1979年10月に開始された。主なロケーションはカリフォルニア州のメンドシーノ、フォートブラッグ、ノヨの各町で行なわれた。1979年12月12日の『バラエティ』誌の記事では、製作費150万ドルのこの映画は、以前は『Humanoids Up from the Depths』というタイトルだったと報じられた。伝えられるところによると、この映画はユナイテッド・アーティスツへの海外配給権の先行販売で資金が調達されたという。1980年4月9日の『ハリウッド・リポーター』誌では、映画の予算は300万ドルに近かったと述べられている。撮影に取りかかる前に、製作総指揮のコーマンは監督のピータースに「この怪物は男を皆殺しにし、女はレイプする」と伝え、彼女は「分かりました」と答えたという。
シンディ・ワイントローブのシャワーシーンを撮る準備をしている時、プロデューサーは彼女にバストを出してくれるか確認したところ、デビュー作で裸になることに気が進まなかったワイントロープは断った。プロデューサーは、シャワーカーテンの後ろに彼女よりもっと豊満な胸の代役を置いて撮影し、編集で組み込んだ。完成した映画を観たワイントロープは恥ずかしさでショックを受け、会う人ごとに「あの裸のシルエットは私じゃないの」と弁解する羽目になった。数十年後にDVDがリリースされる際、メイキング映像のインタビューに答えて、今では冗談のネタに出来ると話した。ピータースの編集版を観たアン・ターケルは「良質な映画で、映像も美しかった。俳優陣も全員素晴らしかったです」と話していた:6。
祭りの会場がパニックになるクライマックスで、銃で撃たれるヒューマノイドは、ロブ・ボッティンの特殊メイクチームの一員スティーヴ・ジョンソンが演じた。スティーヴの談話によると、監督のピータースは彼の演技をとても気に入ってくれたという。クリーチャーのスーツは3着しか作られなかったが、編集のおかげで、サーモン・フェスティバルにヒューマノイドの大群が押し寄せる効果を出している。

## 追加撮影
ピータースが撮った素材を見た編集担当のマーク・ゴールドブラットは、ヒューマノイドが人を襲う見せ場で必要な怖さもスリルも足りないと思い、フィルムを観る前のコーマンに「問題がある」と報告した。ゴールドブラットは本編をタイトに編集してテンポをあげつつ、シーンごとに足りない要素を調べて行った。ゴールドブラットから「問題点を何とかしよう」と相談された特殊効果スタッフのクリス・ウェイラスも、「分かっているよ、やるだけさ」と返事をした。ピータースの映画には、想定される客を満足させるために必要な要素が欠けていると感じたコーマンは、ピータースとエクスプロイテーション映画に求められるものについて話し合った。ポストプロダクションの段階では、男性キャラクターの死の描写に良い仕事ぶりが伺えたが、女性キャラクターがヒューマノイドに犯されるシーンはシルエットのみになったり、行為が始まる前にカットが切り替わった。上映できるか心配になるほど男性が残酷な殺され方をしている一方で、女性がクリーチャーに襲われる描写は、岩陰に隠したり行為を仄めかす程度で、「男女の考え方の違いを実感した」とコーマンは語っている。
急遽、本作の助監督を務め、のちに『勇者ストーカー』の監督・製作を務めるジェームズ・スバーデラッティと、男性監督のジミー・T・ムラカミを雇って第2班を編成し、ヒューマノイドが全裸の女性と交尾する描写や、流血などの過激なシーンを撮影した（ムラカミはノンクレジット）。もともと「コーマンの映画にしては、大人し過ぎる」と感じていたスバーデラッティは、この手の映画に盛り込まれるべき、セクシーな場面もモンスターの襲撃場面も足りてないと思っていたのだ。

追加撮影された生々しいセックスとバイオレンスは、誰にも知らされず巧妙にもとの撮影素材に統合し、編集された。これは『Beneath the Darkness』の仮題で映画を制作していた多くの人に伝えられておらず、タイトルを変えて公開された映画の内容に衝撃と怒りを与えた。試写に参加したロサンゼルス・タイムズの記者は、会場の様子を以下のように伝えている。
私は女性スタッフの顔を見た。上映開始前は喜びと温かさに満ちていた人が、今はほとんど床を見つめている。中には怒りや嫌悪感を露わにしている人もいた。この表情は、私が最近よく目にする女性の表情だ。私はそれを“デスペラード・ルック”と呼んでいる。怒りや恨みよりも深い、それは裏切りの表情だ。彼女たちは皆、ある意味、裏切りに関する本を書けそうな顔をしていた。
「私は女性がモンスターに性的暴行をされる映画を作った覚えはありません」とピータースは語り、「私や、この映画に関わった全ての女性にとって不快なものです」と付け加えた。「私はヌードを撮ること自体に反対しているんじゃありません。でもそれはストーリーに組み込まれていることに限ります。レイプや女性への暴力、品位を落とすようなものは撮ったことがない。私は本当に頭に来ています」と、ピータースは怒りを露わにした:4。

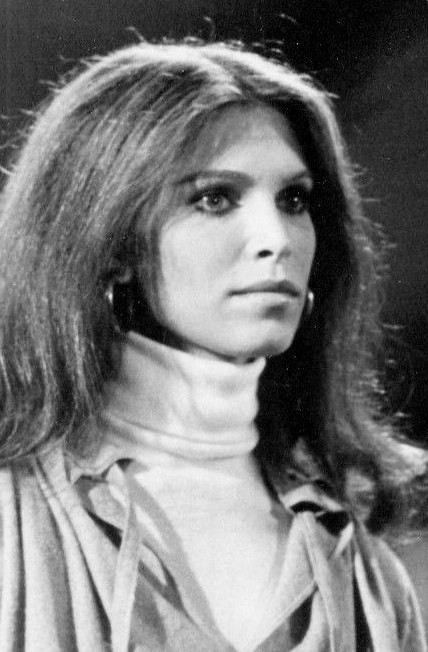
アン・ターケル

アン・ターケルは、109ページの脚本の80ページ目までヒューマノイドが登場しない、純粋なSFストーリーに出演する契約をしたはずだと不満を漏らした。また、アクションと露出度の高い女性たちのために自分の演技がカットされたと主張した。追加撮影のシーンを観たターケルは、自分の名を映画から外して欲しいと頼んだが拒否され、テレビのトーク番組でコーマンのやり方を非難した。彼女は自分が出演を依頼された映画とは似ても似つかないとして、映画俳優組合に映画の公開を中止するよう請願したが、組合は脚本の変更に関する権限が俳優の契約に含まれていなかったため却下した。ピータースが撮影済みの、キャラクターの根幹に関わる部分や台詞もいくつか削除されており、ピータースも自分の名前を外して欲しいと頼んだ。コーマンは、クレジットのやりなおし費用を負担するのなら応じると言ったが、彼女がこの支払いを拒否したために、経歴に汚点を残すことになってしまった。
ヒューマノイドに犯されるペギー役のリン・シールは、1975年7月の『プレイボーイ』誌の“今月のプレイメイト”だったので、ビキニを剥ぎ取られて裸になることに抵抗がなかった。しかし12月のビーチの撮影と、身体にまとった泥はとても冷たかったという。また、ヒューマノイドにテントを襲撃されるベッキー役のリサ・グレイザーは、初めての映画出演で全裸になった。特殊メイクのアシスタントスタッフだったケン・メイヤーズは、朝７時にメイク道具を持って浜辺の撮影に赴き、寒さで紫色になってたグレイザーの唇がピンク色に見えるように戻した。ミス・サーモン役のリンダ・シェインがトップレスで出てくる場面を含め、彼女の出演シーンは全て、もっとヌードが必要だと判断したコーマンが第2班監督に撮らせた追加撮影パートである。映画初出演のリンダは、多くの男性スタッフの前でビキニトップを外すのは非常に緊張したが、他の女性キャストのようにヒューマノイドの交尾相手じゃなくて良かったと語った。

## サウンド・トラック
音楽は、大学院を卒業したばかりで業界でのチャンスを模索していた、当時26歳のジェームズ・ホーナーが担当。ホーナーにとっては、ロジャー・コーマン製作の『ジュラシック・ジョーズ』、『赤いドレスの女』（※共に日本未公開）に続く、3本目の映画音楽の仕事だった。『モンスター・パニック』の仕事を8,000ドルから10,000ドルのギャラで請けたホーナーだったが、コーマンのニューワールド・ピクチャーズで仕事を続けたことは彼に大きな幸運をもたらし、ロン・ハワードやジェームズ・キャメロンなど、後の共同制作者数名と知り合うきっかけになった。
| 全作曲: ジェームズ・ホーナー。 |                             |           |                      |                      |      |
| #                              | タイトル                    | 作詞      | 作曲・編曲           | パフォーマー         | 時間 |
| 1.                             | 「Main Title」              |           | ジェームズ・ホーナー | ジェームズ・ホーナー | 2:23 |
| 2.                             | 「The 'Buck-O'」            |           | ジェームズ・ホーナー | ジェームズ・ホーナー | 3:40 |
| 3.                             | 「Unwelcome Visitor」       |           | ジェームズ・ホーナー | ジェームズ・ホーナー | 2:02 |
| 4.                             | 「Night Swim」              |           | ジェームズ・ホーナー | ジェームズ・ホーナー | 1:47 |
| 5.                             | 「Jerry and Peggy」         |           | ジェームズ・ホーナー | ジェームズ・ホーナー | 0:53 |
| 6.                             | 「Trip Upriver」            |           | ジェームズ・ホーナー | ジェームズ・ホーナー | 1:56 |
| 7.                             | 「The Humanoids Attack」    |           | ジェームズ・ホーナー | ジェームズ・ホーナー | 2:49 |
| 8.                             | 「Jerry's Death」           |           | ジェームズ・ホーナー | ジェームズ・ホーナー | 2:02 |
| 9.                             | 「Search for Clues」        |           | ジェームズ・ホーナー | ジェームズ・ホーナー | 1:52 |
| 10.                            | 「Strange Catch」           |           | ジェームズ・ホーナー | ジェームズ・ホーナー | 1:02 |
| 11.                            | 「The Grotto」              |           | ジェームズ・ホーナー | ジェームズ・ホーナー | 3:16 |
| 12.                            | 「Night Prowlers」          |           | ジェームズ・ホーナー | ジェームズ・ホーナー | 2:03 |
| 13.                            | 「Final Confrontation」     |           | ジェームズ・ホーナー | ジェームズ・ホーナー | 3:01 |
| 14.                            | 「Aftermath and New Birth」 |           | ジェームズ・ホーナー | ジェームズ・ホーナー | 2:18 |
| 15.                            | 「End Titles」              |           | ジェームズ・ホーナー | ジェームズ・ホーナー | 2:10 |
| 合計時間:                      | 合計時間:                   | 合計時間: | 33:14                |                      |      |

## 興行
この映画は、ニューワールド・ピクチャーズにとってそこそこの成功を収めた。1980年5月までに130万ドルのレンタル料を稼ぎ、その後さらに、250万ドルの収益をあげた。コーマンは「私が製作した怪物モノの中では、最も成功した作品のひとつだ」と話している。

## 評価
『タイムアウト』誌のポール・テイラーは「監督の性別に関わらず、エクスプロイテーション映画の反女性的傾向を、これほど露骨に支持する作品はなかなか見つからないだろう。ここで描かれるミュータントは、『大アマゾンの半魚人』の性的前提をさらに進めて、強姦の衝動に駆り立てている」と書き、「ジョー・ダンテの『ピラニア』のようなユーモアも全くないこの作品は、全体的に不快な映画になっている」と批判した。
『ロサンゼルス・タイムズ』誌は、「田舎町の人々を軽蔑することなく描写する真摯なピータース監督の才能」と「興味深く様式化された、流れるような撮影方法」を賞賛したが、「物語のトーンに一貫性がない、滅茶苦茶なモンスター・ホラー」と評した。
ジャーナリストのフィル・ハーディの著書『オーラム映画百科事典:ホラー』には「ピータース監督の許可なく、セックスと暴力シーンが追加編集された」と記され、「土地や環境を奪われたインディアンについての厳粛な考察が重くのしかかっているように、この作品はまるで最初から絶望的な状況であったかのように見える」と述べている。
ナサニエル・トンプソンは自身のWebサイト『モンド・デジタル』で「コーマンが映画にさらなる刺激を与えるために追加した、露骨なヌードにピータース監督は一切関わっていないが、スラッシャー映画ブームが勢いを増していた当時の客層の要求を考えると、手直しは理にかなっている」とし、「独特のユーモアの欠如とありきたりな映像スタイルにより、少なくとも町全体が半魚人に破壊される大フィナーレまで完全な傑作にはならない。50年代のモンスター映画のファンだが、もう少しその先を行って欲しかったと思うような人には、この映画はぴったりだ」と、コーマンによる追加編集を肯定的に評した。
マイケル・J・ウェルドンは著書、『サイコトロニック映画百科事典』の中で「『大アマゾンの半魚人』にインスパイアされた怪物が多数登場するこの映画は、テンポの速いスリラー描写と女性のレイプシーンに不快感を覚えた人が多かった。ただ、好むと好まざるとに関わらず、この映画はヒットしたし、決して退屈な作品ではない」と述べた。
映画評論家のR.L.シェイファーは「『モンスター・パニック』は、凶暴な海の怪物が海岸にやって来て、犬を殺し、男を引き裂き、女と交尾して種族を繁殖させるという映画です。勿論、馬鹿げていて搾取的ですが、特にグロテスクな映画好き、ロジャー・コーマンファン、カルト映画愛好家にとっては、観ていて楽しい映画でもあります。ヒューマノイドは観客の血まみれの期待に応え、何年も経った今でも感動を与え続けています」と絶賛して、10点中7点を付けた。
レビュー収集サイトのRotten Tomatoesでは、11件のレビューに基づき55％の支持を受けており。IMDbの平均評価は10点満点中5.7となっている。

## 映像ソフト
- モンスター・パニック　2003年12月26日発売（キングレコード）¥4,378　※レンタル版あり
- モンスター・パニック DVD-BOX（『ピラニア』、『スペースインベーダー』、『モンスター・パニック』の三枚組）2003年12月26日発売（キングレコード）¥11,000
- モンスター・パニック 2006年1月25日発売（キングレコード）¥2,750（2006年4月28日まで期間限定で生産された廉価版）
- モンスター・パニック Blu-ray Disc  2018年2月23日発売（スティングレイ）¥5060（※日本語吹替版を初収録）

## リメイク
ロジャー・コーマンがビデオ配給のために設立した会社コンコルド・ニューホライズンの製作で、1996年にTVムービーとしてリメイクされた。コーマンが製作総指揮を務めているほか、オリジナル版のキャストから唯一、グレッグ・トラヴィスが出演した。リメイク版ではセックスや暴力の表現が大幅に抑えられている。日本では徳間ジャパンコミュニケーションズから『D.N.A.V』（ディー・エヌ・エー・ファイブ）の邦題でビデオソフトがリリースされた。ビデオパッケージの裏に“『ザ・グリード』、『ロボコップ』のロブ・ボッティンが生み出したD.N.A.クリーチャー大量出現！“と書かれているが、ボッティンは参加しておらず、サーモン・フェスティバルのヒューマノイド襲撃シーンが『モンスター・パニック』から多く流用されている。